# Sanchicorto
Sanchicorto es una localidad española, pedanía del municipio de La Torre, perteneciente a la provincia de Ávila, en la comunidad autónoma de Castilla y León. En el año 2011 tenía una población de 11 habitantes.

## Historia
Hacia mediados del siglo XIX, el lugar, por entonces con ayuntamiento propio, tenía contabilizada una población de 48 habitantes. La localidad aparece descrita en el decimotercer volumen del Diccionario geográfico-estadístico-histórico de España y sus posesiones de Ultramar de Pascual Madoz de la siguiente manera:

SANCHICORTO: l. con ayunt. en la prov., part. jud. y dióc. de Avila (4 leg.), aud. terr. de Madrid (19), c. g. de Castilla la Vieja (Valladolid 16). sit. en la sierra de Avila; le combaten con mas frecuencia los vientos N. y O.; el clima es muy frio, y se padecen por lo comun bastantes pulmonias. Tiene 16 casas inclusa la de ayunt.; los vec. van á misa y demas actos religiosos á Balbarda su matriz. Confina el térm.: N. Sanchorreja á 1 leg.; E Balbarda á 1/4; S. el Oso á igual dist., y O. La Torre á 1/2: comprende un desp. titulado de San Muñoz, el cas. de San Simones, y un pequeño monte que se encuentra en buen estado; brotan en él muchas fuentes de buenas aguas, de las cuales se utilizan los vec. para sus usos y el de los ganados, y le atraviesa un arroyuelo que marcha con direccion al pueblo de Santa Maria del Arroyo. El terreno es de inferior calidad. caminos: los que dirigen á los pueblos limítrofes, pasando por el centro de este una calzada que de Andalucía va á las provincias Vascongadas. El correo se recibe en la cab. del part. por los mismos interesados. prod.: centeno y patatas; mantiene ganado lanar, vacuno y de cerda, y cria caza de liebres, conejos y perdices. ind.: la agrícola y ganaderia. pobl.: 12 vec., 48 alm. cap. prod.: 341,435 rs. imp.. 13,657. ind.: 500. contr.: 1,287 rs. 33 mrs.
(Madoz, 1849, p. 729)

## Demografía
| Gráfica de evolución demográfica de Sanchicorto entre 2000 y 2023             |
|                                                                               |
| Población (2000-2012) según el nomenclátor de unidades poblacionales del INE. |